# Ben Cabango
Benjamin George Cabango (Cardiff, 2000. május 30. –) walesi válogatott labdarúgó, a Swansea City játékosa

## Pályafutása

### Klubcsapatokban
A Newport County korosztályos csapatában apja volt az egyik edzője, majd csatlakozott a Swansea City akadémiájához. 2018 júniusában hat hónapos kölcsönszerződést kötött a The New Saints csapatával. Július 10-én mutatkozott be a Skendija csapata ellen 5–0-ra elvesztett UEFA-bajnokok ligája selejtező mérkőzésén. A visszavágón megszerezte első gólját a klubban. 2019. augusztus 13-án mutatkozott be a Swansea első csapatában a Northampton Town elleni ligakupa-mérkőzésen. November 26-án a bajnokságban is debütált a Huddersfield Town ellen. 2020. július 8-án megszerezte első bajnoki gólját a Birmingham City ellen 3–1-re megnyert találkozón.

### A válogatottban
2020. március 30-án Finnország elleni UEFA Nemzetek Ligája mérkőzésen mutatkozott be. A 2020-as labdarúgó-Európa-bajnokságon és a 2022-es labdarúgó-világbajnokságon is részt vett.

## Család
Apja walesi, míg anyja angol származású, van egy testvére Theo, aki rögbijátékos.